# Flos berossus
Flos berossus är en fjärilsart som beskrevs av Hans Fruhstorfer 1914. Flos berossus ingår i släktet Flos och familjen juvelvingar. Inga underarter finns listade i Catalogue of Life.